# Jüdischer Friedhof (Binningen)
Der Jüdische Friedhof Binningen ist ein jüdischer Friedhof in Binningen, einer Ortsgemeinde in der Verbandsgemeinde Kaisersesch im Landkreis Cochem-Zell in Rheinland-Pfalz.

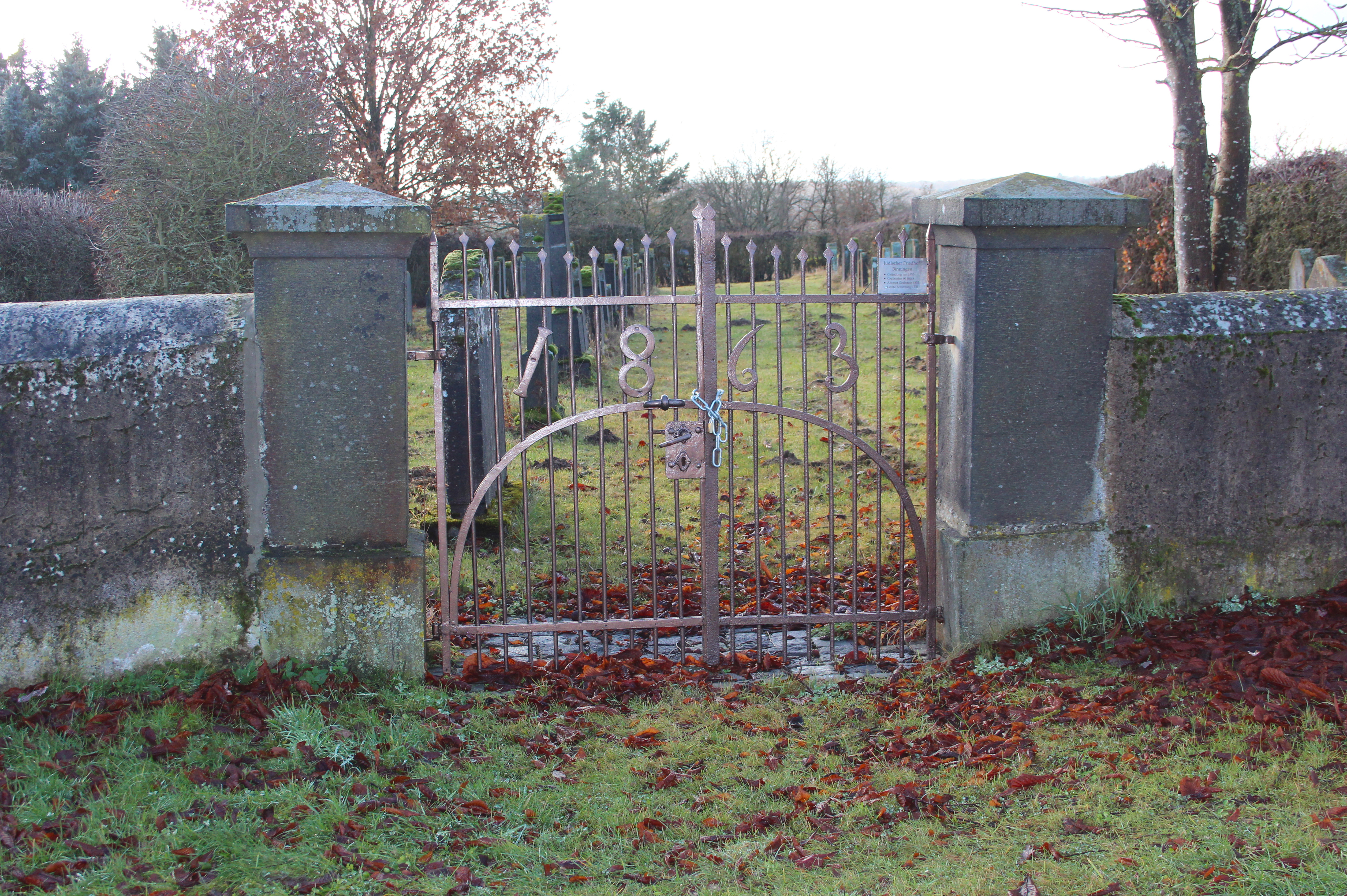
Der Eingang zum jüdischen Friedhof in Binningen

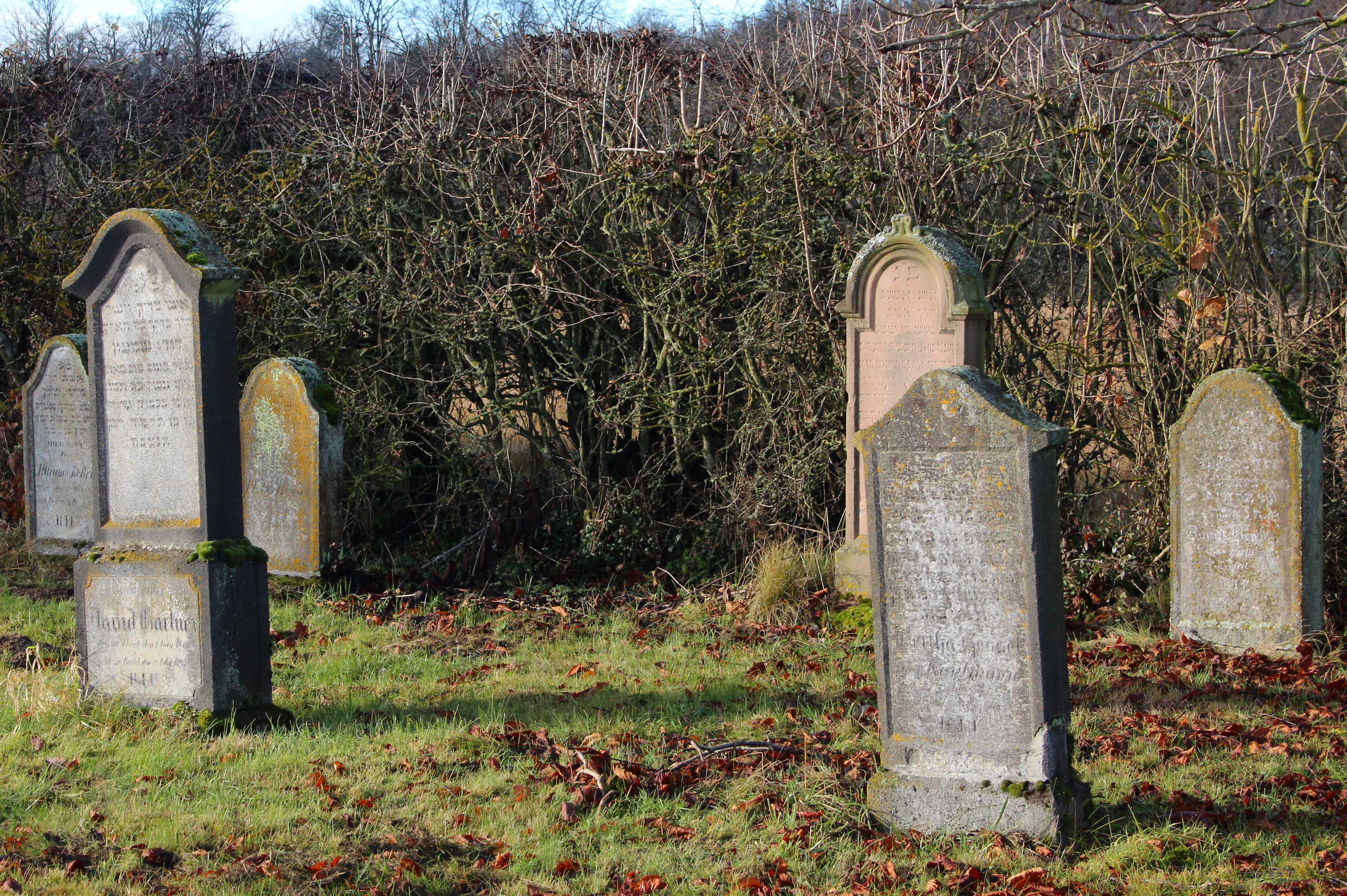
Grabsteine des jüdischen Friedhofs

## Lage
Der Begräbnisplatz liegt am östlichen Ortsrand von Binningen am Rosenthaler Weg.

## Geschichte
Im 19. Jahrhundert befand sich in Binningen die größte jüdische Gemeinde im heutigen Landkreis Cochem-Zell. Der Höchststand war mit 24 % der Dorfbevölkerung schon 1817 erreicht. Die Größe der Gemeinde belief sich 1808 auf 50, 1817 auf 80, 1885 auf 43, 1925 auf 25 und 1932 noch auf 18 Mitglieder. Zur jüdischen Gemeinde Binningen gehörten auch die Juden in Brohl, Dünfus, Forst, Kaifenheim, Karden, Wirfus, Gamlen, Hambuch, Möntenich, Moselkern, Müden und Roes.
Die schon länger bestehende Synagoge wurde 1841 ausgebaut. Das Gebäude wurde 1938 beschädigt und nach dem Krieg zu einem Wohnhaus umgebaut.
Der Friedhof diente auch für die Juden der umliegenden Ortschaften als Verbandsfriedhof. Bestattet wurde hier bis 1941, der älteste der etwa 90 erhaltenen Grabsteine (Mazewot) ist aus dem Jahr 1855. Der Friedhof wurde mehrfach geschändet, auch noch nach 1945.